# Xinhu (häradshuvudort i Kina, Shandong Sheng, lat 37,45, long 116,30)
Xinhu (kinesiska: 新湖, 德城区) är en häradshuvudort i Kina. Den ligger i provinsen Shandong, i den östra delen av landet, omkring 110 kilometer nordväst om provinshuvudstaden Jinan. Antalet invånare är 679 535. Befolkningen består av 332 721 kvinnor och 346 814 män. Barn under 15 år utgör 15,0 %, vuxna 15-64 år 77 %, och äldre över 65 år 7,0 %.
Runt Xinhu är det tätbefolkat, med 411 invånare per kvadratkilometer. Xinhu är det största samhället i trakten. Trakten runt Xinhu består till största delen av jordbruksmark.
Genomsnittlig årsnederbörd är 753 millimeter. Den regnigaste månaden är juli, med i genomsnitt 304 mm nederbörd, och den torraste är januari, med 5 mm nederbörd.